# Filmographie de Looney Tunes et Merrie Melodies

Voici la liste des courts-métrages, des longs métrages, des émissions de télévision et des émissions spéciales sur Warner Bros' Looney Tunes et Merrie Melodies de la série, s'étendant de 1929 à nos jours. Au total, près de 1 003 courts-métrages cinématographiques sont sortis sous l'appellation Looney Tunes et Merrie Melodies des années 1930 aux années 1960 (1 000 officiels, 1 pilote et 2 tronqués). Depuis le début à nos jours, 1 042 courts-métrages ont été produits.

### Complet Page Unique Filmographies
- Looney Tunes Liste De Contrôle
- Complète LT/MM Filmographie
- Looney Tunes sur TV time